# Рандфонтейн
Ра́ндфонтейн (Randfontein) — административный центр местного муниципалитета Рандфонтейн и района Уэст-Ранд в провинции Гаутенг (ЮАР). Расположен в 45 км к западу от Йоханнесбурга.
Когда в конце XIX века в Витватерсранде началась золотая лихорадка, то в 1889 году Джозеф Робинсон купил ферму Рандфонтейн и в 1889 году основал «Randfontein Estates Gold Mining Company». В 1890 году при новой шахте возник населённый пункт, который получил статус города в 1929 году.